# Polyrhaphis belti
Polyrhaphis belti là một loài bọ cánh cứng trong họ Cerambycidae.